# مستعر غني بالكالسيوم
مستعر غني بالكالسيوم أو عابر غني- بالكالسيوم (بالإنجليزية: Calcium-rich transient)‏ هو نوع من أنواع المستعر الأعظم غالبية المواد التي يقذفها في الفضاء عبارة عن كالسيوم . وربما يرجع ذلك إلى عمليات أندماج القزم الأبيض مع النجوم النيوترونية.
المستعر الغني بالكالسيوم أقل ضياء من أنواع المستعرات الأعظمية الأخرى. ويتطور بسرعة أكبر.ويعتقد أن هذا النوع من المستعرات المنتج الرئيسي للكالسيوم في الكون.
تشير عمليات رصد المستعرات الغنية بالكالسيوم القريبة، إلى أن لمعانها متوسط بين المستعر والمستعر الأعظم وغالبا ما توجد هذه المصادر معزولة في المجرات الكبيرة، ولا يزال سلف المستعر الغني بالكالسيوم غامض.